# Соколов, Николай Павлович
Николай Павлович Соколов (1904—1995) — советский инженер, разработчик вооружений, лауреат Государственной премии СССР.
Родился 8 октября 1904 года в деревне Малое Костенево Тверской губернии.
С 1921 года работал конторщиком, затем слесарем в депо на станции Москва Московско-Курской железной дороги, одновременно учился на вечернем рабфаке.
В 1925—1930 студент Московского механического института им. М. В. Ломоносова на факультете сельскохозяйственного машиностроения . С 1930 года по направлению от военкомата работал в «спецконторе» Оргметалла в качестве инженера технического отдела, где разрабатывались технологические процессы производства артиллерийских снарядов.
С 1933 и до своей смерти в 1995 г. — в НИСИ (Научно-исследовательский снарядный институт, сейчас - Научно-исследовательский машиностроительный институт имени В.В. Бахирева, НИМИ) в должностях от сменного инженера основного механического цеха до главного инженера института (1955—1970). После выхода на пенсию (1970) — директор институтского музея.
Государственная премия СССР 1967 года.
Награждён орденами Красной Звезды (1943) и «Знак Почёта» (1966).